# 会社法の施行に伴う関係法律の整備等に関する法律
会社法の施行に伴う関係法律の整備等に関する法律（かいしゃほうのしこうにともなうかんけいほうりつのせいびとうにかんするほうりつ、平成17年7月26日法律第87号）は、会社法に適合するべき法律の条文の読み替え等の変更や、会社法施行前から存在する会社であって本法施行の際現に存在する会社についての経過措置に関する日本の法律である。通称は、会社法整備法。
2005年（平成17年）7月26日に公布された。

## 構成
- 第1章 法律の廃止等
  - 第1節 商法中署名すべき場合に関する法律等の廃止（第1条）
  - 第2節 有限会社法の廃止に伴う経過措置
    - 第1款 旧有限会社の存続（第2条）
    - 第2款 経過措置及び特例有限会社に関する会社法の特則（第3条 - 第44条）
    - 第3款 商号変更による通常の株式会社への移行（第45条 - 第46条）

  - 第3節 会社の配当する利益又は利息の支払に関する法律の廃止に伴う経過措置（第47条）
  - 第4節 株式会社の監査等に関する商法の特例に関する法律の廃止に伴う経過措置（第48条 - 第62条）
  - 第5節 銀行持株会社の創設のための銀行等に係る合併手続の特例等に関する法律の廃止に伴う経過措置（第63条）
- 第2章 法務省関係
  - 第1節 商法の一部改正等
    - 第1款 商法の一部改正（第64条）
    - 第2款 商法の一部改正に伴う経過措置（第65条 - 第115条）

  - 第2節 民法等の一部改正等（第116条 - 第160条）
- 第3章 内閣府関係等
  - 第1節 本府関係等（第161条 - 第170条）
  - 第2節 公正取引委員会関係（第171条 - 第172条）
  - 第3節 国家公安委員会関係（第173条 - 第174条）
  - 第4節 防衛庁関係（第175条 - 第176条）
  - 第5節 金融庁関係（第177条 - 第249条）
- 第4章 総務省関係（第250条 - 第272条）
- 第5章 財務省関係（第273条 - 第298条）
- 第6章 文部科学省関係（第299条 - 第305条）
- 第7章 厚生労働省関係（第306条 - 第345条の2）
- 第8章 農林水産省関係（第346条 - 第392条）
- 第9章 経済産業省関係（第393条 - 第461条）
- 第10章 国土交通省関係（第462条 - 第518条）
- 第11章 環境省関係（第519条 - 第526条）
- 第12章 罰則に関する経過措置及び政令への委任（第527条 - 第528条）
- 附則

## 法律の廃止
本法第1条により、商法中署名スヘキ場合ニ関スル法律、商法中改正法律施行法、有限会社法、銀行等ノ事務ノ簡素化ニ関スル法律、会社の配当する利益又は利息の支払に関する法律、法務局及び地方法務局設置に伴う関係法律の整理等に関する法律、商法の一部を改正する法律施行法、株式会社の監査等に関する商法の特例に関する法律、銀行持株会社の創設のための銀行等に係る合併手続の特例等に関する法律が廃止された。
有限会社法の廃止に伴い、旧有限会社は本法により特例有限会社として存続することとなった。また、株式会社へ移行する方法も本法で示されている。
株式会社の監査等に関する商法の特例に関する法律の廃止に伴う経過措置の中で、株式会社が登記の申請をしなければならない事項が示された。詳しくは、監査役会設置会社#2006年の会社法施行に伴う登記及び会計監査人設置会社#2006年の会社法施行に伴う登記を参照。